# Paradoxo da democracia

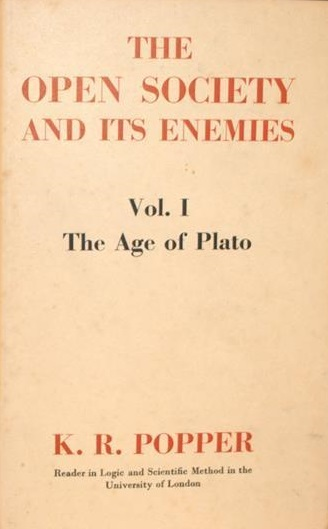
O livro The Open Society and Its Enemies, de Karl Popper, publicado em 1945, foi onde a expressão Paradoxo da democracia foi cunhada.

O paradoxo da democracia é um dos três paradoxos apontado pelo filósofo da ciência Karl Popper em seu livro The Open Society and Its Enemies. Esse paradoxo, que foi mencionado por Popper em uma nota de rodapé na obra, debruça-se sobre a possibilidade de, através de um processo democrático, a maioria decidir ser governada por um tirano.
Milênios antes, o filósofo grego Platão já havia percebido este paradoxo, afirmando: "a democracia pode facilmente se transformar em uma tirania se os governantes receberem demasiada confiança para decidir por um grande número de pessoas, se não forem submetidos a escrutínio".
Ao analisar o paradoxo da democracia, Bryan Magee (1930-2019) fez o seguinte questionamento: "Qual medida a ser tomada quando a maioria leva ao poder, por meio de um sufrágio legítimo, um partido como o fascista ou o comunista, que não creem em instituições livres e quase sempre as destroem ao alcançarem o poder?"

## No Cinema
- Em 2019, foi lançado o documentário O Paradoxo da Democracia, que aborda esse paradoxo.[4]